# BQ Aquaris E4.5 Ubuntu Edition
Le BQ Aquaris E4.5 est un smartphone conçu par le constructeur espagnol BQ qui l'a lancé sur le marché en juin 2014 avec deux emplacements SIM.
L'Aquaris E4.5 Ubuntu Édition est le premier téléphone commercialisé sous le système d'exploitation mobile Ubuntu Touch.
Le 9 février 2015, BQ a lancé le BQ Aquaris E4.5 Ubuntu Édition en partenariat avec Canonical et il commença la mise en vente dans l'Union européenne à travers une série de ventes flash en ligne.
BQ suit le même processus avec l'Aquaris E5 HD Ubuntu Edition, lancé d'abord avec Android et ensuite avec Ubuntu Touch.